# Lohardaga (huyện)
Huyện Lohardaga là một huyện thuộc bang Jharkhand, Ấn Độ. Thủ phủ huyện Lohardaga đóng ở Lohardaga. Huyện Lohardaga có diện tích 1494 ki lô mét vuông. Đến thời điểm năm 2001, huyện Lohardaga có dân số 364405 người.